# Microstachys
Microstachys es un género perteneciente a la familia de las euforbiáceas.  Comprende 27 especies descritas y de estas solo 15 aceptadas.

## Descripción
Son hierbas anuales, que alcanzan un tamaño de 10–60 cm de alto, látex escaso o ausente; plantas monoicas. Hojas alternas, simples, lanceoladas a ovado-lanceoladas, 1–4 cm de largo y 0.5–1.5 cm de ancho, ápice agudo, obtusas o redondeadas en la base, márgenes subenteros o inconspicuamente serrulados, con pocas glándulas marginales, estrigosas o hirsutas con tricomas simples, pinnatinervias; pecíolos 2–5 (–10) mm de largo, estípulas lanceoladas, menos de 1 mm de largo. Inflorescencias espigadas, opuestas a las hojas, bisexuales con una sola flor pistilada o estaminadas, 0.5–1.2 cm de largo, brácteas serruladas, menos de 1 mm de largo, sin glándulas, flores apétalas, sin disco; flores estaminadas subsésiles, pedicelos hasta 0.5 mm de largo, sépalos 3, ca 0.5 mm de largo, connados en la base, estambres 3, libres; flores pistiladas sésiles, sépalos 3, menos de 0.5 mm de largo, ovario 6-corniculado y muricado, 3-locular, 1 óvulo por lóculo, estilos sin lobos, menos de 1 mm de largo, unidos en la base. Fruto capsular, pedicelo hasta 1 mm de largo y 3.5–4 mm de ancho, con procesos laterales ca 1 mm de largo; semillas oblongas, ca 2.5 mm de largo, truncadas en el ápice, lisas, carúncula estipitada, 0.5–0.7 mm de largo.

## Taxonomía
El género fue descrito por Adrien-Henri de Jussieu y publicado en De Euphorbiacearum Generibus Medicisque earumdem viribus tentamen, tabulis aeneis 18 illustratum 48–49. 1824.

## Especies aceptadas
A continuación se brinda un listado de las especies del género Microstachys aceptadas hasta marzo de 2014, ordenadas alfabéticamente. Para cada una se indica el nombre binomial seguido del autor, abreviado según las convenciones y usos.
- Microstachys acetosella (Milne-Redh.) Esser
- Microstachys bidentata (Mart. & Zucc.) Esser
- Microstachys chamaelea (L.) Müll.Arg.
- Microstachys corniculata (Vahl) Griseb.
- Microstachys dalzielii (Hutch.) Esser
- Microstachys daphnoides (Mart.) Müll.Arg.
- Microstachys ditassoides (Didr.) Esser
- Microstachys faradianensis (Beille) Esser
- Microstachys heterodoxa (Müll.Arg.) Esser
- Microstachys hispida (Mart.) Govaerts
- Microstachys marginata (Mart.) Klotzsch ex Müll.Arg.
- Microstachys nummularifolia (Cordeiro) Esser
- Microstachys revoluta (Ule) Esser
- Microstachys serrulata (Mart.) Müll.Arg.
- Microstachys uleana (Pax & K.Hoffm.) Esser